# Nová budoucnost pro Liberecký kraj
Politická strana Nová budoucnost pro Liberecký kraj byla založena 20. června 2012 v Jablonci nad Nisou. V roce 2018 kandidovala do zastupitelstva města Jablonec nad Nisou, kde získala 2 z celkem 30 zastupitelů. Kandidátem na primátora byl Pavel Žur.

## Priority
- zachování nemocnice v majetku města
- rekultivace prostředí u přehrady
- modernizace Slunečních lázní
- rozvoj sportovní infrastruktury
- navýšení počtu strážníků a modernizace bezpečnostních kamer
- udržení současného stavu dopravní obslužnosti, výstavba dopravního terminálu a parkovacího domu u centra, na sídlištích rozšíření parkovacích stání
- výstavba cyklostezek z peněz z evropských fondů
- dořešení obchvatu Jablonce